# 공주 수도원
공주 수도원(Cenobitic monastery)은 수도원의 한 종류로 공동체 생활을 강조하는 전통을 갖고 있다.  서방 기독교에서 발전된 것으로 종교적 질서를 세우기 위함으로, 공주 수도사들은 종교적 규칙을 따라야 하고, 율법의 모음집을 공유한다.  공주라는 말의 어원은 헬라어의 '코이노스'에서 온 것으로 공적인 삶을 의미한다.  이러한 전통은 불교와 기독교에 공히 존재한다. 

## 같이 보기
- 의도적 공동체
- 라브라
- 신 수행주의